# La Cámpora

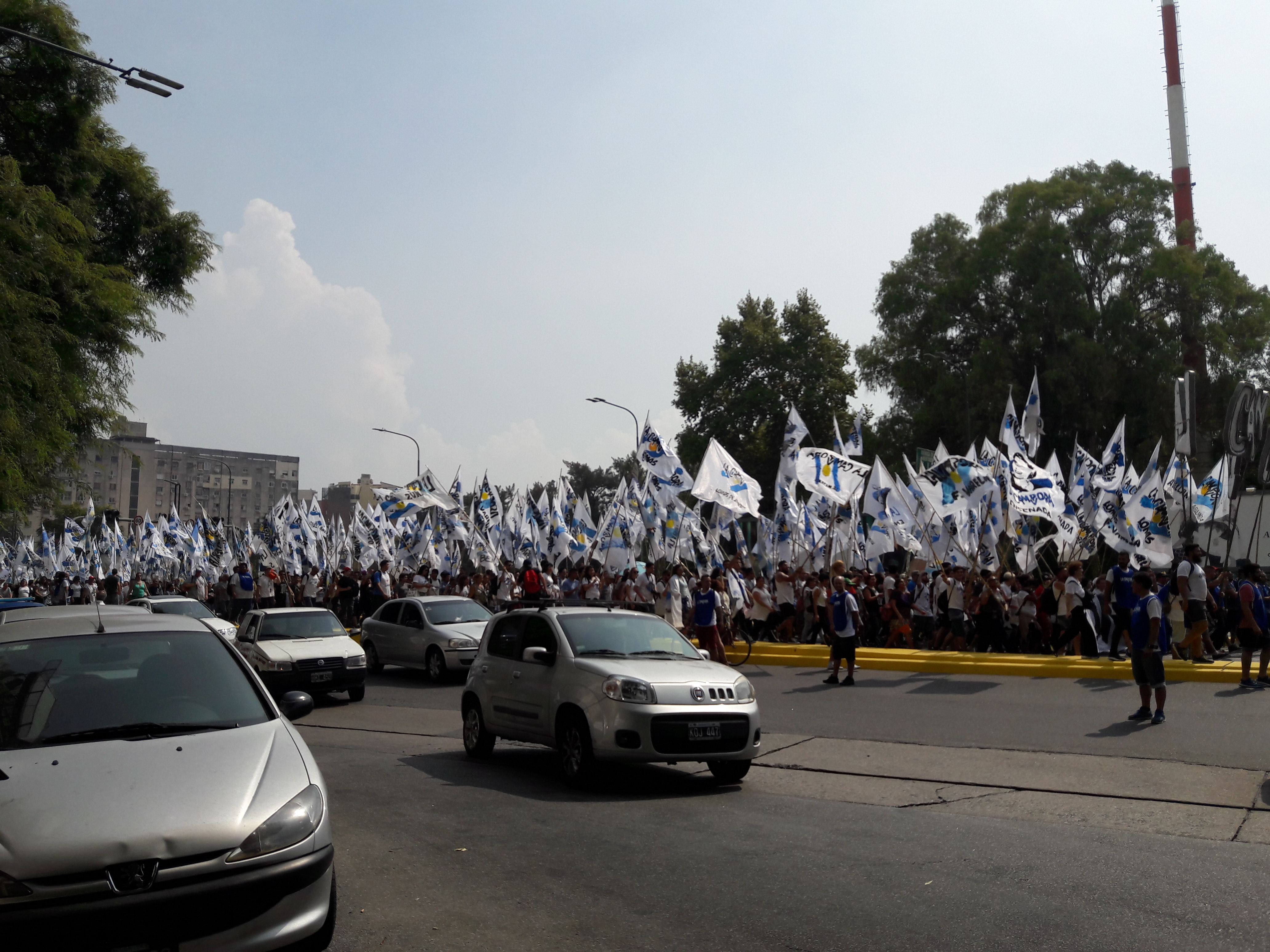
La Cámpora marchando por Avenida del Libertador, Belgrano, por el 24 de marzo.

La Cámpora es una organización política, no formalmente fundada en el año 2006 de ideología peronista. La agrupación apoyó desde sus inicios las gestiones de gobierno de Néstor Kirchner y Cristina Fernández de Kirchner, expresidentes de la República Argentina. Su nombre es un homenaje al expresidente argentino Héctor J. Cámpora, quien aceptó presentarse como candidato en las elecciones generales de marzo de 1973, en cuya campaña el lema principal fue «Cámpora al gobierno, Perón al poder».
Los principales referentes de La Cámpora en la actualidad son: Máximo Kirchner, diputado nacional e hijo de Néstor Kirchner y Cristina Fernández de Kirchner; Facundo Tignanelli, diputado y jefe de bloque provincial por Unión por la Patria; Mariano Recalde, senador nacional por el Frente de Todos; Julián Álvarez , Mayra Mendoza y Damian Selci intendentes de los partidos de Lanús , Quilmes y Hurlingham, respectivamente y Eduardo de Pedro, senador nacional por Unión por la Patria.
El ideario de la organización pone énfasis en la defensa de los derechos humanos, la Patria Grande latinoamericana, la soberanía industrial, la fuerza de los trabajadores organizados y la justicia social y define a la política como una «herramienta de los pueblos para la transformación social.».
Tiene presencia territorial en todas las provincias del país, así como en universidades y colegios secundarios y posee además un sector dedicado a los Derechos Humanos.

## Historia

### Origen
Aunque la periodista Laura Di Marco sostiene en un libro sobre La Cámpora que fue fundada a comienzos de 2003, en circunstancias en las que se desarrollaba la campaña para las elecciones presidenciales de ese año, la propia organización sostiene que su fundación data del 28 de diciembre de 2006, fecha en la que Néstor Kirchner recibió los atributos presidenciales del «Tío» Héctor J. Cámpora por parte de la familia del expresidente, por lo que esta fecha es considerada como la fundación simbólica de la agrupación.
La agrupación se fortaleció durante el lockout patronal agropecuario en Argentina de 2008 y creció considerablemente a partir del 27 de octubre de 2010, luego de la muerte de Néstor Kirchner y las subsiguientes demostraciones populares de duelo que la acompañaron, con manifestaciones caracterizadas por una activa presencia juvenil.
La Cámpora se presenta a sí misma como continuadora política de la Juventud Peronista (JP), que en la década de los años 1970 fue una de las organizaciones del peronismo revolucionario (muchos de sus militantes son hijos de desaparecidos o de miembros de la JP en esa década). De allí el nombre de la agrupación, expresión de esa tendencia política, aunque no ejercen ni reivindican la lucha armada.
El grupo mantenía un perfil bajo, pero luego del deceso del expresidente Kirchner, se convirtió en uno de los tres sectores que disputan espacios de poder dentro de la administración de la entonces presidenta Cristina Fernández. Los otros son la Confederación General del Trabajo (CGT) y las estructuras tradicionales del Partido Justicialista.
La agrupación utiliza como uno de sus símbolos la figura del "Nestornauta", que es una imagen estilizada del protagonista de El Eternauta de Oesterheld y Solano López, pero transformada con el rostro de Néstor Kirchner. Algunos de sus militantes ocupan cargos en empresas argentinas, en dependencias estatales y ministerios, son legisladores o diputados.

## Acción política

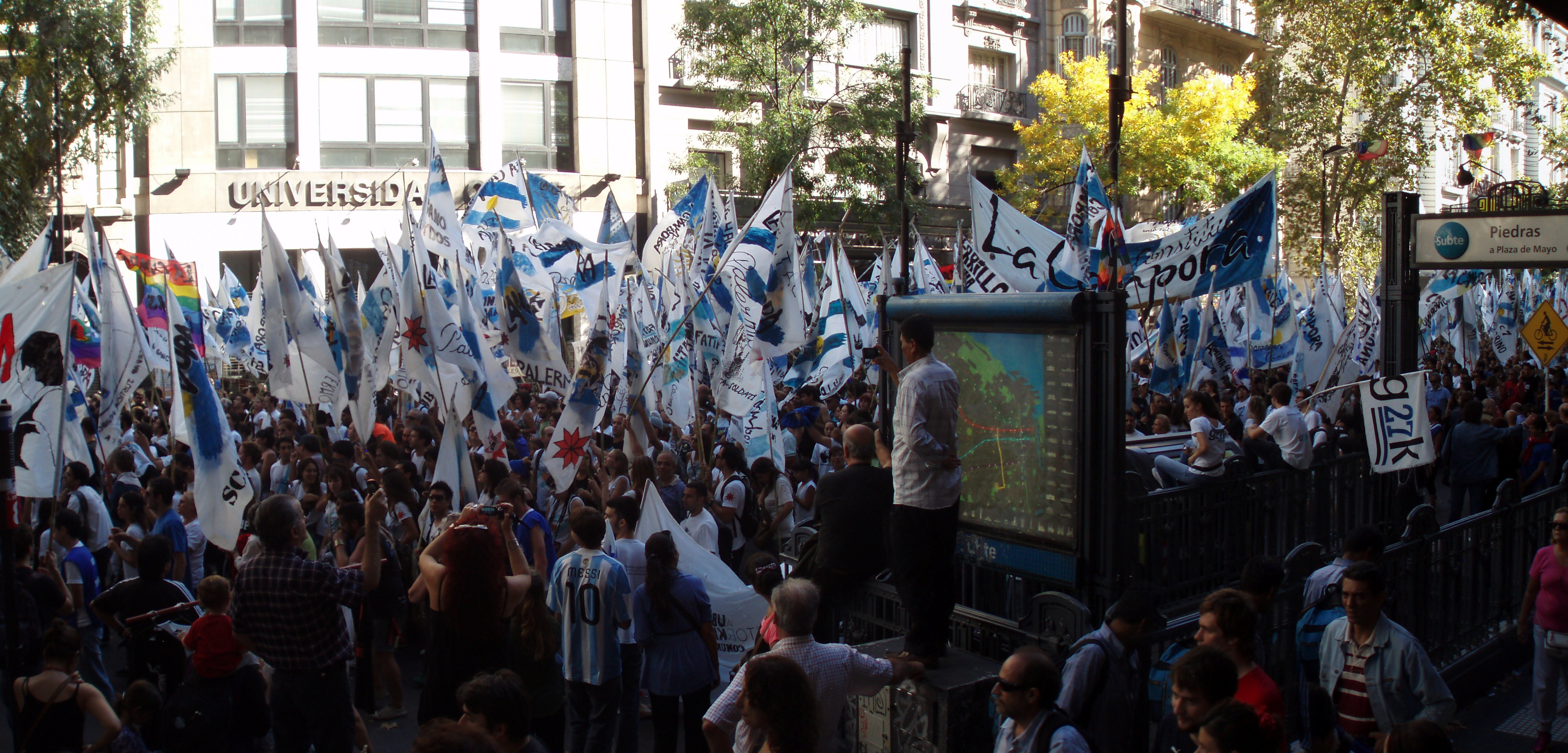
Columna de La Cámpora por Avenida de Mayo, en el Día de la Memoria (24 de marzo) de 2013.

Según plantea la propia agrupación, su acción política está orientada principalmente hacia la defensa de los Derechos Humanos, y a la consecución de objetivos como la formación de una Patria Grande que incluya a todas las naciones latinoamericanas. El alcance de la soberanía industrial, la organización de la fuerza de los trabajadores y la conquista de la justicia social. Sus militantes conciben la política como una «herramienta de los pueblos para la transformación social».
La Cámpora milita territorialmente en todas las provincias del país, así como en universidades y colegios secundarios. Existe a su vez una corriente LGTB llamada La Cámpora Diversia y posee asimismo un área exclusivamente dedicada a la reivindicación de los Derechos Humanos, cuyo máximo referente el nieto recuperado por las Abuelas de Plaza de Mayo y diputado nacional Horacio Pietragalla.
El 27 de abril de 2012, se realizó un acto en el estadio del Club Atlético Vélez Sarsfield en el cual participó La Cámpora junto a otras agrupaciones y partidos que forman la base del gobierno kirchnerista como el Movimiento Evita, el Peronismo Militante, MILES, la Corriente Peronista Nacional, la Corriente Nacional de la Militancia, Nuevo Encuentro, el Partido Comunista Congreso Extraordinario, el Partido Comunista de Argentina y KOLINA. El acto fue en ocasión de las celebraciones por los 9 años de la elecciones presidenciales de 2003 en las que fuera elegido Néstor Kirchner.
De la realización de este acto resultó la creación del frente Unidos y Organizados, que agrupa a todas las fuerzas y partidos presentes en el evento, a instancias de un pedido y convocatoria de Cristina Fernández de Kirchner en ese sentido. El diario La Nación define a La Cámpora como el «dispositivo político de la Presidenta». En las elecciones de 2019, la Cámpora reafirmó su presencia en el Congreso Nacional –especialmente en la provincia de Buenos Aires– y ganó la intendencia de Quilmes y retuvo la de Mercedes.

### Expropiación del predio ferial de Palermo
De acuerdo con el periódico La Política Online, La Cámpora jugó un importante papel en la expropiación del predio ferial de Palermo. El vicepresidente de la Agencia de Administración de Bienes del Estado, Martín Reibel Maier ―militante de la agrupación― detectó varias irregularidades en la operación de compraventa concretada por Carlos Menem en 1991, en la que el predio pasó del Estado a manos de las empresas privadas Grupo Irsa y Grupo Fénix. Dicho traspaso es objeto de una investigación judicial contra Menem y Cavallo, Reibel también atestiguó cuantiosas deudas de estas empresas al Estado por más de 100 millones de pesos.
El 13 de diciembre de 2012, el Gobierno de Cristina Fernández de Kirchner revocó por «nulidad absoluta» el decreto del exmandatario Carlos Menem de 1991, mediante el que se había vendido el predio, consideró que el mismo fue ocupado de manera «irregular» y adquirido a «precio vil», además de declararlo «de utilidad pública». Este decreto se basó en la causa seguida por el juez federal Sergio Torres, de la que se desprende que el valor real del inmueble, estimado por el Tribunal de Tasaciones, era de 63 615 000 dólares. Según el diario La Política Online, el decreto que anuló la operación fue producto de las investigaciones realizadas por la Agencia de Administración de Bienes del Estado.

### Triunfos en 2023
Pese a una muy mala imagen del Gobierno de Alberto Fernández, producto del incremento de la pobreza y la inflación y la caída de los salarios reales, La Cámpora obtuvo importantes resultados electorales en distintos municipios de la Provincia de Buenos Aires y conservó o ganó 12 intendencias. Según Infobae, la organización kirchnerista le aportó unos 500 mil votos al Gobernador de la Provincia de Buenos Aires, Axel Kicillof, quien logró la reelección. Algunos triunfos importantes en las elecciones de dicho año fueron:
- Lanús: En las Elecciones municipales, el candidato camporista Julián Álvarez fue electo intendente con el 44,6% de los votos, frente al 34,77% de Diego Kravetz, candidato de Juntos por el Cambio. Con esto, el peronismo volvió a gobernar este municipio tras 8 años de gobierno macrista.
- Bahia Blanca: En este municipio, también se impuso el candidato de La Cámpora, Federico Susbielles, con un 36,82%, dejando en segundo lugar al candidato libertario Oscar Libermann (con 32,25% de los votos).[30] Este distrito también fue gobernado por 8 años por el ex intendente Héctor Gay.
- Olavarría: En las elecciones municipales de 2023, Maximiliano Wesner se impuso con el 41% de los votos, dejando en segundo lugar a la candidata libertaria Celeste Arouxet (con 28,15%) y recién en tercer lugar al entonces intendente de Juntos por el Cambio, Ezequiel Galli (con un 28,06%)
- Hurlingham: En este municipio bonaerense, si bien gobernaba el entonces Frente de Todos, el entonces intendente Juan Zabaleta era más cercano al entonces presidente Alberto Fernández, y se enfrentaron en una interna con Damián Selci (de La Cámpora), quien se impuso en la elección interna, y luego Selci se impuso en la Elecciones municipales de octubre, con el 44,93%, frente al 31,63% de Juntos por el Cambio.
- Suipacha: En este municipio obtuvo el triunfo de Juan Luis Mancini con el 47,39% de los votos venciendo a Alejandro Federico de Juntos por el Cambio quien iba por la reelección con el 42,57%.
- Azul: En las elecciones municipales de 2023, Nelson Sombra fue electo intendente con el 34,55% de los votos superando a la candidata de Juntos por el Cambio Natalia Colomé con el 22,37%.
- Colón: En este municipio de la segunda sección, Waldemar Giordano se consagró electo intendente con el 48,13% de los votos venciendo a Guillermo Alonso de Juntos por el Cambio con el 36,64%.
- Brandsen: En este municipio obtuvo el triunfo de Fernando Raitelli con el 41,46% de los votos venciendo a Daniel Cappelletti de Juntos por el Cambio quien no logró la reelección con el 37,41%.
- Coronel Rosales: En este municipio regresa el peronismo después de 20 años, Rodrigo Aristimuño fue electo intendente con el 38,27% de los votos venciendo a Nicolás Aramayo de Juntos por el Cambio con el 24,42% pero en octubre del 2024 se alejo de La Campora.[31]
- Quilmes: En este municipio la intendenta Mayra Mendoza logró ser reelecta para un segundo mandato, con el 50,91% de los votos, frente al 28,59% de JxC.
- Carmen de Areco y Mercedes: En estos dos municipios, Iván Villagrán en Carmen de Areco y Juan Ignacio Ustarroz en Mercedes lograron las reelecciones.

## Movimiento estudiantil

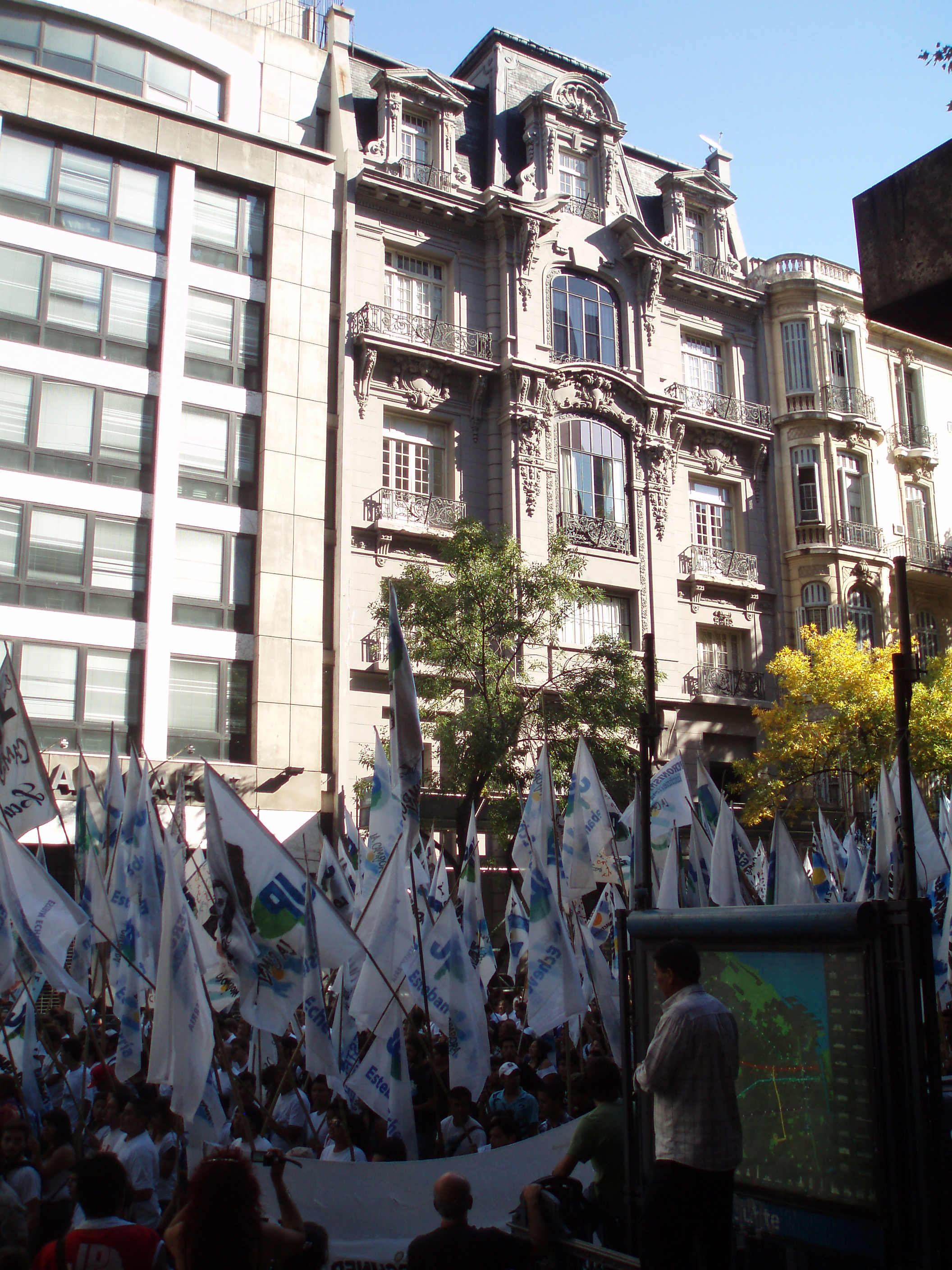
Una columna de La Cámpora, en el Día Nacional de la Memoria por la Verdad y la Justicia de 2013.

La Cámpora cuenta con presencia en las instituciones de enseñanza superior. Como parte de sus actividades en este ámbito, el 16 de junio de 2012 lanzó un plan de acción para construir una nueva Federación Universitaria Argentina con las siguientes propuestas:
- Redactar un estatuto claro y público, que establezca las normas en cuanto a sus fines, objetivos, derechos, deberes, acciones y proceso eleccionario.
- Formalizar todos los centros de estudiantes ya existentes y normalizar los que estén en proceso de formación.
- Normalizar las 27 federaciones universitarias que hoy no lo están y la representación estudiantil de las nueve universidades nuevas creadas del 2003 a la fecha.
- Conformar un órgano interno de la federación que tenga por meta el reconocimiento y registro de todos los centros de estudiantes del país.

Este acto tuvo lugar en la sede de la Facultad de Ciencias Sociales de la Universidad de Buenos Aires, coincidió con el congreso de la FUA y del mismo participaron más de 1500 estudiantes de universidades de todo el país.
La agrupación se presenta de forma regular a las elecciones estudiantiles, a menudo en coalición con otras agrupaciones. En la Universidad de Buenos Aires obtuvo en 2010 el tercer puesto de la Facultad de Farmacia, donde se presentó junto al PCCE, con un 16,8 % de los votos. En 2011 alcanzó el primer lugar en las elecciones obligatorias de la Facultad de Ciencias Sociales, con un frente que integraba todas las expresiones del kirchnerismo, accediendo de esta manera al Consejo Directivo de esa Facultad por el claustro estudiantil. Ese año llegó a ser la segunda opción más votada, el 20 % de votos en los once claustros donde presentó candidatos, lo que fue valorado tanto como un resultado «histórico»,

### Colegios secundarios y centros de estudiantes

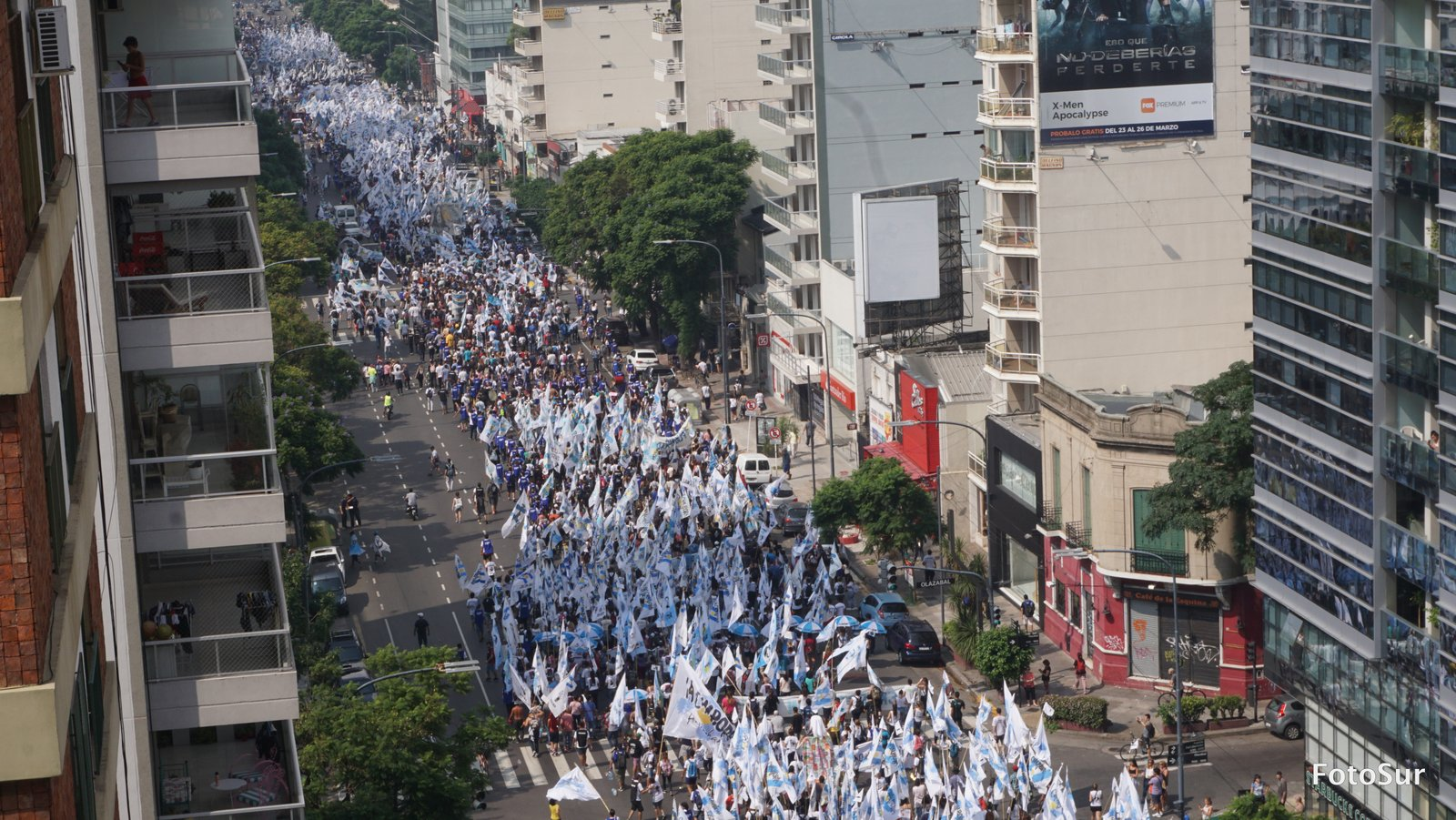
Una columna de La Cámpora, en el Día Nacional de la Memoria por la Verdad y la Justicia de 2017.

La agrupación cuenta con un Frente de Estudiantes Secundarios, cuyo objetivo central, de acuerdo con Andrés Larroque, es promocionar «la participación activa de los estudiantes en la política de transformación, con el fin de convocarlos a seguir militando organizadamente» y alentar la formación de centros de estudiantes en las escuelas del país.
Los centros de estudiantes han sido motivo de controversias y de proscripciones a lo largo de todo el siglo pasado. Durante la década de los años 1930, históricamente conocida como la Década Infame, el entonces presidente Agustín Pedro Justo prohibió los centros de estudiantes en las escuelas secundarias y los reemplazó por «clubes colegiales», autorizando solo actividades culturales y deportivas apolíticas. Durante el segundo gobierno de Perón, se creó, por ejemplo, una agrupación específica, de otro tipo, la U. E. S. que, también, estuvo obligada a disolverse con la llegada al poder del primer gobierno militar. Una vez, y ya en el retorno de la democracia tras la última dictadura cívico-militar en Argentina los centros de estudiantes, junto con las demás agrupaciones estudiantiles, como la anterior dicha, fueron legalizados y reimplementados progresivamente en los distintos distritos del país. No obstante, la actividad política estudiantil ha sido siempre una constante. Esta actividad se puso de manifiesto en momentos cumbre de la historia, como en la Noche de los Bastones Largos (1966), en el Cordobazo (1969) y, fundamentalmente, en la La Noche de los Lápices (1976).
La Cámpora y su Frente de Estudiantes Secundarios impulsan la iniciativa de bajar la edad mínima para que un ciudadano esté habilitado a postularse como candidato a concejal en las elecciones municipales de 25 a 21 años edad. De acuerdo con el diputado provincial Alberto España, esto es necesario porque «es en el ámbito municipal donde los jóvenes dan sus primeros pasos de acercamiento a la práctica política».
En las elecciones de los centros de Estudiantes de la Universidad de Buenos Aires de 2013, La Cámpora perdió en todos los centros de estudiantes.

En 2019 se celebraron elecciones estudiantiles en la Universidad Nacional de La Plata que arrojaron un triunfo de La Cámpora en varias facultades: en Informática La Fuente (JUP-La Cámpora) retuvo la conducción del centro de estudiantes con el 49,91%; en Bellas Artes ganó el frente conformado por El Alba (La Cámpora), De Sol a Sol, La Martí (Miles), Corriente de Estudiantes de Arte y Diseño (CEAD); en la Facultad de Psicología el Frente de Estudiantes por Psico, compuesto por Utopía (kirchnerismo-miles), Motor Psico (La Cámpora), y Psinapsis (Peronismo), se impuso sobre Frente Independiente y de Lucha en Psicología (Izquierda). La facultad de Medicina constituyó una excepción. Así mismo en 2017 forma parte del frente ganador Juana Azurduy, que resultó elegido por los estudiantes con el 42,99% de los votos, superando a la hasta entonces conducción "Hagamos lo Imposible-Partido Obrero", en tanto que Franja Morada (Cambiemos) quedó en último lugar con el 8 por ciento en la Universidad Nacional de Quilmes. En 2018 tras XXXVI Congreso Ordinario de la Federación Universitaria de La Plata, donde se llevó a cabo la elección de las autoridades para el período 2018-2019 del máximo órgano de representación gremial de los estudiantes UNLP ganó integrando el frente "22 de Noviembre".
En 2015, el kirchnerismo logró una victoria histórica en la elección al centro de estudiantes de la Facultad de Ciencias Sociales de la Universidad de Buenos Aires (UBA). La lista 21 compuesta por La Cámpora, la UES (MUNAP), Nuevo Encuentro, CUPP, Movimiento Universitario Evita y Peronismo Militante, entre otros, se impuso en Sociales con el 47,4% de los votos emitidos. En 2018 en las elecciones en los centros de estudiantes de la UBA, La Cámpora volvería a ganar el centro de la Facultad de Ciencias Sociales en la Lista 15 (La Cámpora, Nuevo Encuentro y La Mella) con el 37,30%. y a fin de año se integraría en la vicepresidencia a la Lista 1 que ganaría la Federación Universitaria de Buenos Aires, en alianza con el Partido Obrero, La Mella y Nuevo Encuentro.

## Actividades
La Cámpora ha colaborado con donaciones durante la inundación en La Plata en 2013, donde miles de jóvenes de todo el país, usando "pecheras" (mandil o delantal) con la identificación de la agrupación, se movilizaron a las zonas afectadas para realizar trabajo voluntario en la restauración de los barrios que habían quedado destruidos por las inundaciones.
Asimismo, existe dentro de la agrupación el sector denominado Diversia que trabaja en pos de los derechos LGBT.

## Críticas

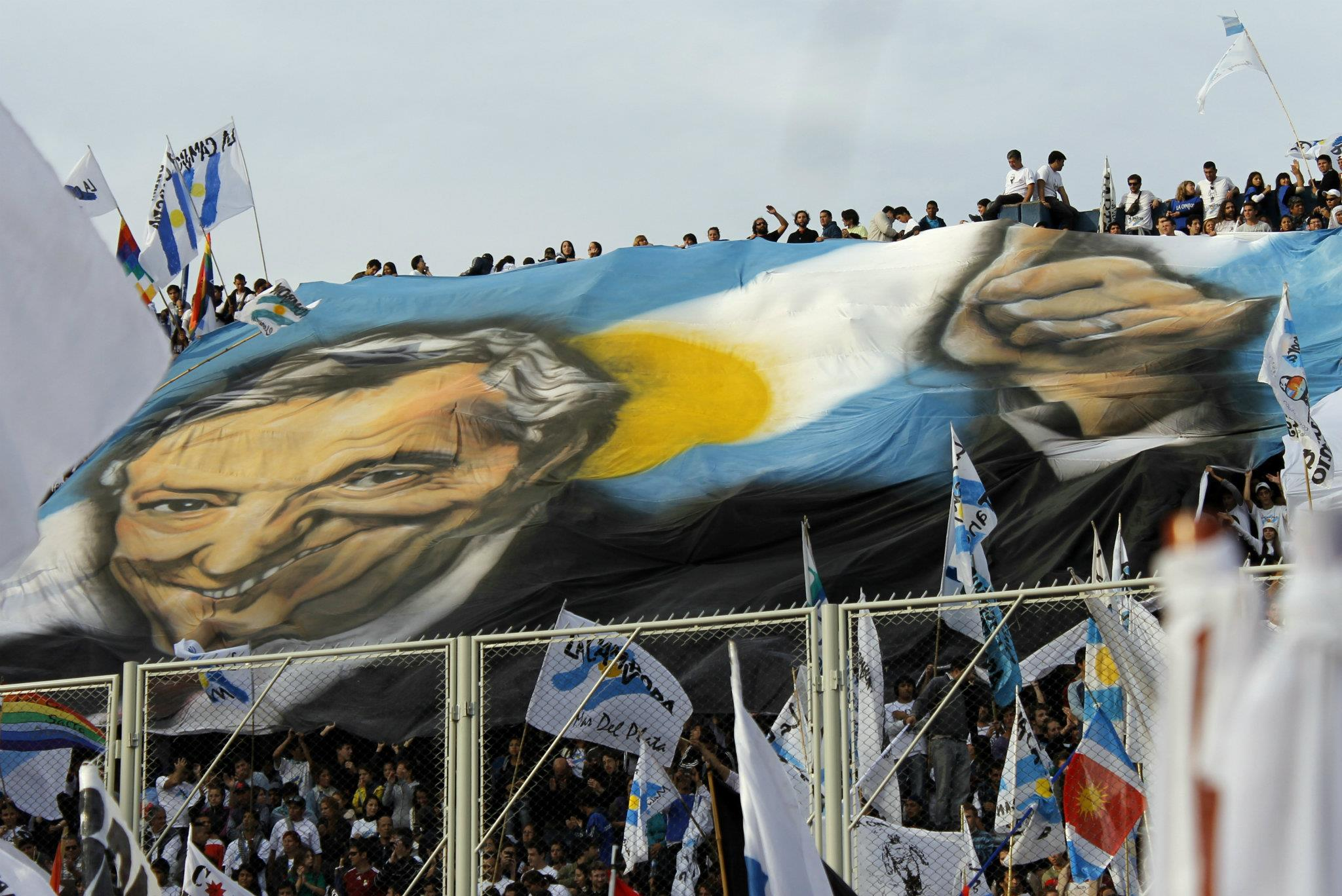
La Cámpora en el acto de Cristina Fernández de Kirchner realizado en Vélez Sarsfield el 27 de abril de 2012.

A partir de 2008, La Cámpora fue criticada en diversos medios de prensa en editoriales, y libros notas de análisis político.En 2016 un local que la agrupación compartía con Nuevo Encuentro fue atacado a toros en su inauguración,Una pericia balística realizada por Gendarmería Nacional determinó que los disparos fueron efectuados con un revólver calibre .32 por un propietario de las torres ubicadas enfrente, fue 
imputado era Alejandro Sidero, quien tras la imputación huyo a Estados Unidos.sospechoso que el día del hecho llamó en tres oportunidades al 911 para quejarse del acto en una de esas comunicaciones había dicho que iba a bajar "con una ametralladora a matar a todos los k".Tras el atentado, Sidero huyó de Villa Crespo con destino a los Estados Unidos donde permaneció prófugo desde entonces.
Se ha acusado a La Cámpora de «desplazar a funcionarios de carrera» y por su presencia en comedor comunitarios en el Amba.
Algunos medios han criticado continuamente a la organización.
En febrero de 2013, una unidad de Mar del Plata fue vandalizada por desconocidos. En 2016, un local de la agrupación ubicado sobre Avenida Directorio 3758, fue atacado durante la noche. Anteriormente se había registrado una agresión similar dos meses atrás, cuando había militantes en el interior del local. Meses después fue baleada una sede en Mar del Plata. y otra en Ramos Mejía. Otro local en La Plata también fue vandalizado por la fracción Vanguardia Nacionalista —una agrupación de jóvenes nacionalistas y católicos de La Plata que manifestó ser un sector social apolítico y contrario a cualquier movimiento del kirchnerismo—, y por grupos vinculados a Cambiemos que apoyan al intendente Carlos Arroyo. En Parque Avellaneda, otra unidad básica fue atacada seis veces en un año y medio, realizándose en las dos últimas ocasiones disparos de armas de fuego y en presencia de militantes dentro del recinto, por lo que se decidió presentar una denuncia penal por "tentativa de homicidio y otros delitos conexos". En el escrito se estableció que los sucesos fueron realizados de manera "premeditada, organizada y coordinada". A día de hoy las unidades básicas siguen sufriendo constantes ataques, en ocasiones homofóbicos.